# حق النساء في التصويت في المملكة المتحدة

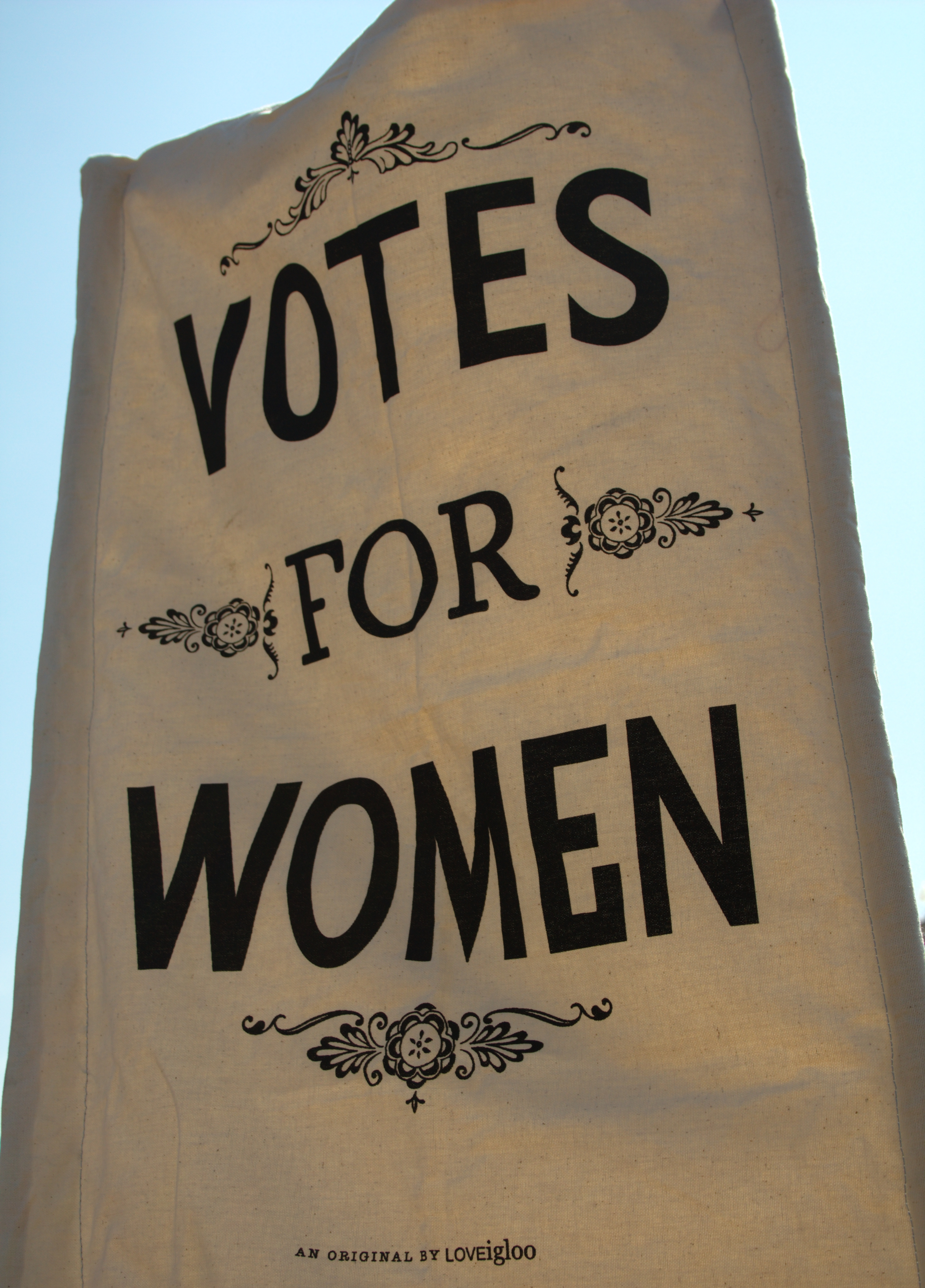

حق النساء في التصويت في المملكة المتحدة، هي حركة هدفت إلى النضال من أجل إعطاء النساء حقهنّ في التصويت. نجحت هذه الحركة من خلال مساهمتها في سنّ قانونين في عامي 1918 و1928 في نهاية المطاف. اكتسبت هذه الحركة طابعًا وطنيًا في العصر الفيكتوري. لم يمنع القانون النساء من التصويت في بريطانيا العظمى صراحةً حتّى صدور قانون الإصلاح لعام 1832 وقانون المؤسسات البلدية لعام 1835. تحوّل النضال من أجل إعطاء النساء حقهنّ في التصويت إلى حركة وطنية بالتزامن مع تأسيس الجمعية الوطنية لحقوق المرأة، بالإضافة إلى تأسيس الاتحاد الوطني لجمعيات حق النساء في التصويت (إن. يو. دبليو. إس. إس.)، الذي ترك أثرًا كبيرًا. تسارعت وتيرة انطلاق حركات حق النساء في التصويت في ويلز وأجزاء أخرى من المملكة المتّحدة أيضًا. استطاعت هذه الحركات تغيير آراء العديد من الأفراد لصالح إعطاء المرأة حقها في التصويت مع حلول عام 1906. اكتسبت هذه الحركات طابعًا شبيهًا بالحملات النضالية في ذلك الوقت، إذ تزامن ذلك مع تشكيل الاتحاد النسائي الاجتماعي والسياسي (دبليو. إس. بّي. يو.).
أسفر اندلاع الحرب العالمية الأولى في الرابع من أغسطس من عام 1914 إلى تعليق السياسات الحزبية بما في ذلك الحملات النضالية المطالبة بحقّ النساء في التصويت؛ إذ جرت ممارسة الضغوطات السياسية بسرّية. أقرّت حكومة ائتلافية قانون تمثيل الشعب لعام 1918؛ الذي سمح لجميع الرجال ممّن تجاوزوا سن الواحدة والعشرين بالتصويت، وسمح لجميع النساء ممّن تجاوزن سن الثلاثين واستوفين الحد الأدنى من مؤهلات الملكية بالتصويت أيضًا. اعتُبر هذا القانون الأول من نوعه، إذ شمل جميع الرجال الراشدين تقريبًا وشرع بضمّ النساء أيضًا تحت مظلّة النظام السياسي؛ موسّعًا بذلك نطاق حق التصويت بمقدار 5.6 مليون رجل و8.4 مليون امرأة. أقرّت حكومة المحافظين قانون تمثيل الشعب (المساواة في الحقوق الدستورية) في عام 1928، مكافئةً بذلك بين الحقوق الدستورية لجميع الأشخاص الذين تجاوزوا سن الحادية والعشرين على قدم المساواة.

## الخلفية
لم يتمكن سوى عدد قليل من النساء من التصويت في الانتخابات البرلمانية، وذلك من خلال حيازتهنّ للممتلكات فحسب؛ الأمر الذي كان نادر الحدوث. تغّير الوضع الراهن مع إقرار قانون الإصلاح العظيم لعام 1832، الذي حصر الأفراد القادرين على التصويت بـ«الأشخاص الذكور». أمّا فيما يتعلّق بالانتخابات المحلّية، فقدت المرأة حقّها في التصويت بموجب قانون المؤسسات البلدية لعام 1835. حصلت النساء العازبات ممّن يدفعن الضرائب على حق التصويت بموجب قانون حق التصويت البلدي لعام 1869. أكّد قانون الحكم المحلي لعام 1894 هذا الحق، وألحقه بإعطاء بعض النساء المتزوجات الحق في التصويت. سجّلت أكثر من مليون امرأة عازبة اسمها للتصويت في انتخابات الحكومة المحلية في إنجلترا بحلول عام 1900.
أعرب العديد من الأشخاص عن ضرورة إعطاء النساء حقهنّ في التصويت في الانتخابات البرلمانية قبل إقرار قانون الإصلاح لعام 1832 وبعده. احتجّ العضو في البرلمان هنري هنت بعد سنّ قانون الإصلاح قائلًا إنه ينبغي السماح للنساء العازبات ممّن يدفعن الضرائب ويمتلكن ما يكفي من الممتلكات بالتصويت؛ مستخدمًا الامرأة الثرية ماري سميث باعتبارها نموذجًا في خطابه هذا.
اقترحت الحركة الميثاقية –التي بدأت في أواخر ثلاثينيات القرن التاسع عشر- ضم أنصار إعطاء النساء حقهنّ في التصويت إلى صفوفها. هنالك بعض الأدلة التي تشير إلى رغبة ويليام لوفيت –أحد مؤلّفي ميثاق الشعب- في إدراج حق المرأة في التصويت باعتباره أحد مطالب الحملة، إلا أنّه فضّل عدم إدراجه لاحقًا بحجّة أنه سيؤخّر إنفاذ الميثاق. عملت نساء الحركة الميثاقية صوب منح حق التصويت العام للذكور، إذ لم تطمح تلك النساء حينها إلى الحصول على حقّهن في التصويت. 
أظهرت إحدى سجلات الاقتراع لعام 1843 وجود أسماء ثلاثين امرأة ضمن أسماء المصوّتين، إذ لعبت هذه النساء دورًا فعالًا في الانتخابات. أُدرج اسم تاجرة اللحوم غريس براون في سجلات الناخبين باعتبارها أغنى الناخبات النساء، إذ سُمح لها بالتصويت لأربع مرات بسبب الضرائب الباهظة التي دفعتها.
أدلت ليلي ماكسويل بصوتها الشهير في عام 1867 في بريطانيا بعد قانون الإصلاح العظيم لعام 1832. استوفت ماكسويل –التي كانت صاحبة متجر- شروط حيازة الملكية التي كانت ستجعلها مؤهلة للتصويت لو كانت ذكرًا. أُضيف اسم ماكسويل إلى السجل الانتخابي عن طريق الخطأ، وبذلك نجحت في التصويت ضمن الانتخابات الفرعية؛ إلا أن محكمة القانون العام أعلنت اعتبار صوتها غير قانوني في وقت لاحق. استفاد ناشطو حركة حقّ النساء في التصويت من هذه القضية التي روّجت لحملتهم.
خفّت الضغوط الخارجية التي تعرّضت لها حركة حق النساء في التصويت في ذلك الوقت نتيجةً لبروز القضايا النسوية العامة الأخرى. برزت قضية حقوق المرأة باطراد في خمسينيات القرن التاسع عشر، وذلك بالتزامن مع رفض بعض النساء المنتميات للأوساط الاجتماعية الراقية الامتثال إلى الأدوار الجنسانية المفروضة عليهنّ. تضمّنت الأهداف النسوية في تلك الفترة الحق في مقاضاة الأزواج السابقين بعد الطلاق (حصلن على هذا الحق في عام 1857) وحق النساء المتزوجات في حيازة الممتلكات (حصلن على هذا الحق بالكامل في عام 1882، وذلك بعد تقديم الحكومة لبعض التنازلات في عام 1870).
تدهورت قضية الإصلاح البرلماني جنبًا إلى جنب مع تراجع الميثاقيين بعد عام 1848، ولم تنبثق مجددًا حتى انتخاب جون ستيوارت مل في عام 1865؛ الذي ترشّح معلنًا دعمه المباشر لحق النساء في التصويت، إذ كان عضوًا برلمانيًا في الفترة التي سبقت إصدار قانون الإصلاح الثاني.

## الجمعيات الأولى المنادية بحق التصويت
شُكّلت جمعية كينسينغتون التي كانت أولى جمعيات المناقشات النسائية في العام الذي انتُخب فيه جون ستيوارت مل (1865)؛ إذ سعت إلى مناقشة قضية انخراط المرأة في الشؤون العامة. طُرحت فكرة إنشاء جمعية للمطالبة بحق التصويت، إلا أنها رُفضت بحجة احتمالية سيطرة المتطرّفين عليها.  
على الرغم من ذلك، شكّلت باربرا بوديكون سميث أول لجنة منادية بحقّ النساء في التصويت خلال وقت لاحق من ذلك العام، إذ تمكّنت من جمع 1500 توقيع تقريبًا في غضون أسبوعين لصالح حق المرأة في التصويت خلال الفترة التي سبقت إقرار مشروع قانون الإصلاح الثاني. 
تأسست جمعية مانشستر لحقوق المرأة في شهر فبراير من عام 1867. كتبت أمينة الجمعية ليديا بيكر مجموعةً من الرسائل الموجّهة إلى رئيس الوزراء بينجامين دزرائيلي ومجلّة ذا سبيكتيتور، إذ انخرطت أيضًا في مجموعة لندن ونظّمت حملة لجمع المزيد من التواقيع. وافقت ليديا بيكر على استبعاد النساء المتزوجات من مطالب إصلاح «قانون ملكية النساء المتزوجات» على مضض. 
على الرغم من ذلك، انقسمت مجموعة لندن نتيجةً للولاءات الحزبية وبعض المسائل التكتيكية في شهر يونيو. رغب الأعضاء المحافظون بالمضي قدمًا في قضايا المجموعة تدريجيًا بهدف تجنّب ترويع الرأي العام، بينما تصدّى الليبراليون لهذا التمييع الجلي للقناعات السياسية. أسفر الأمر عن تأسيس هيلين تايلور لجمعية لندن الوطنية المنادية بحق النساء في التصويت، إذ أرست الجمعية روابط قوية مع مانشستر وإدنبرة.  اعتُبرت جمعية إدنبرة الوطنية المنادية بحق النساء في التصويت إحدى أقدم الجمعيات في اسكتلندا. 
تركت هذه الانقسامات المبكرة الحركة مجزّئة ودون قيادة في بعض الأحيان، إلا أن هذا الأمر سمح لليديا بيكر بامتلاك تأثير أقوى. عُرف المدافعين عن حقّ التصويت باسم البرلمانيين.
أُسّست رابطة دبلن المنادية بحق النساء في التصويت في عام 1874 في أيرلندا. سعت هذه الرابطة إلى تعزيز مكانة المرأة في الحكومة المحلية، بالإضافة إلى شنّها لبعض الحملات المنادية بحقّ النساء في التصويت. غيّرت الرابطة اسمها إلى الرابطة الأيرلندية المنادية بحق النساء في التصويت والحكومة المحلية في عام 1898.